# Rebelarse vende
Rebelarse vende: el negocio de la contracultura es un popular ensayo escrito por los autores canadienses Joseph Heath y Andrew Potter en 2004. La reivindicación central del libro es que los movimientos contraculturales han fracasado en sus deseos de transformar la realidad, y que todos ellos comparten un error fatal en la manera en que entendemos la sociedad, por lo que la contracultura no es una amenaza para «el sistema» sino que lentamente se ha convertido en otro producto que éste ofrece en el mercado de consumo capitalista. 
Este error sería esencialmente identificar que los males de la sociedad se hallan solamente en el «conformismo» y no en la injusticia. Por ello los autores enfatizan la necesidad de preocuparse más por la justicia social de modo concreto, destinada a transformaciones efectivas, y dejar de lado la simple agitación cultural contra las normas tradicionales establecidas. 
El libro toma el tema de la contracultura y su «anticonformismo» como un mito que de alguna forma domina el pensamiento político, económico y cultural, mito aceptado y adoptado tanto en el movimiento antiglobalización como el feminismo y el ecologismo, así como por otras corrientes de pensamiento que se proclaman a sí mismas como «progresistas» deseosas de cambios sociales, pero que casi nunca logran tales cambios.

## Explicación
Potter y Heath ven muchas perspectivas culturales que suelen ser contraproducentes a los fines que suelen proclamar, como los activistas ecológicos, los jammers, matones, skaters, y la lucha contra el consumismo y señalan las similitudes entre ellos. Todos esos movimientos suelen percibir el resto del mundo (al mainstream) como oprimidos o conformistas con respecto a una mayor fuerza social: buscan que su conducta siga los marcos fijados por el grupo dominante en su sociedad; así la sociedad y las normas (formales y de otro tipo) se consideran represivas de la naturaleza humana por esta razón. 
Estos paralelismos conducen a Potter y Heath, a la conclusión de que los movimientos contraculturales no son tan «únicos» como aparentan. Hippies y Yuppies, según reclaman Potter y Heath, tienen el mismo origen; y de hecho hay menos ironía de la que muchos creen en la transición tantas veces señalada de muchos hippies de la década de 1960 a un estilo de vida yuppie, debido a que ambos estilos de vida resultan similares en sus valores básicos al considerarse a sí mismos como «transgresores», aunque expresados de distintas maneras: una se considera alternativa, mientras la otra se considera incorporada.
El «sistema», según los autores, no es algo que tiene por objeto la conformidad entre todos los individuos, sino más bien al contrario, promociona la individualidad y la competencia entre las personas, lo cual se consigue cuando los individuos pugnan por diferenciarse entre ellos; ese objetivo resulta lógico porque la diferenciación entre los individuos genera que éstos demanden en el mercado capitalista «nuevos productos» que los «diferencien» de otros individuos, estimulando la expansión de dicho mercado. 
Para apoyar esta afirmación, Potter y Heath señalan a productos culturales como las películas American Beauty, Fight Club, The Matrix, o las campañas de Adbusters, todos los cuales son supuestamente creaciones contraculturales pero que en verdad llegaron a constituirse tras breve tiempo en referentes muy populares de la «cultura tradicional». Por ello el «sistema capitalista» no estaría tratando entonces de acabar con la individualidad de cada persona, sino que por el contrario impulsa a la «individualidad» como una «fuerza de distinción social»; el capitalismo promueve este «sentirse diferente» porque el afán de distinción es un elemento que fomenta el consumo de modas, comportamientos, y costumbres, que logren atraer público al postularse como «diferentes» pero que en la práctica fortalecen el mercado capitalista. 
Las personas están en constante búsqueda para etiquetarse como «out» unos a otros, y ante tal panorama la «contracultura» ha devenido en una simple herramienta de diferenciación entre individuos al igual que otras muchas que han existido dentro del sistema capitalista, donde un grupo obtiene bienes deseados por ser «diferentes» y otro grupo no los consigue, recordando las teorías de Thorstein Veblen. De esta manera las ropas y las costumbres (como el uso de tatuajes o de jerga) que antes pertenecían solo a una contracultura marginal se han transformado lentamente en una simple moda, y quedaron integradas plenamente en el modelo de consumo capitalista, adhiriéndose al mainstream.

## Conformidad
Dado que la conformidad con las normas no es un elemento perpetuado por los principales medios de comunicación (que más bien promueven la "diferenciación" para así vender más productos), Potter y Heath identifican otras fuentes de conformidad mediante el trabajo de Thomas Hobbes y Sigmund Freud. Describen la conformidad con frecuencia como el simple subproducto de las preferencias del mercado en un momento determinado (como las modas pasajeras en el vestido, en la música, o en la comida) o, alternativamente, como un intento de resolver un problema de acción colectiva. 
Por ejemplo, los uniformes escolares en verdad frenan una moda, evitando la competencia que fácilmente crearían los estudiantes entre sí por ser los "mejor vestidos" cuando no se imponen restricciones. Así, los estudiantes desecharían el uniforme por "opresivo" pero luego competirían duramente para diferenciarse entre ellos usando ropas de moda "contracultural" (lo cual beneficia al mercado capitalista); por ello esos uniformes escolares no serían un arma para acabar con el individualismo como a menudo es retratado en la cultura popular. 
De acuerdo con Potter y Heath, esto hace que la contracultura se encuentre con la excepcional resistencia del sistema capitalista: no porque la "cultura tradicional" haya generado un lavado de cerebro y convierta al individuo en fiel seguidor de las costumbres sociales como temía el socialismo de Antonio Gramsci, sino porque esas costumbres sociales proporcionan al individuo una red de seguridad que les evita una necesidad constante de volver a calcular la importancia de nuestro entorno. 
Por ejemplo, indican los autores que gracias a las normas de tráfico, un peatón puede estar en condiciones de seguridad sobre una acera, sin necesidad de revaluar a cada momento si al paso de un autobús los vehículos pueden permanecer en su carril, o si se podría golpear con un auto al atravesar el cruce peatonal. De este modo, las normas no son inherentemente opresivas sino que cumplen un rol de dar seguridad mental al individuo: el hecho de no entender esto es un error en que según Heath y Potter caen todos los movimientos contraculturales y terminan como "piezas adicionales" del mainstream.
En el caso del consumismo, el libro explica que este fenómeno obtiene su poder en gran medida debido a la competitividad impuesta por el consumo, el cual se muestra como un esfuerzo de los individuos para diferenciarse entre sí, y por ello la "rebelión" es un excelente camino para lograr esa distinción. Dado que la mayoría de los productos comerciales sostienen su valor económico en una imagen de "exclusividad", (sobre todo los productos que dicen rechazar "lo tradicional") se creará una inevitable competencia entre los individuos cuando todos empiecen a seguir en simultáneo la misma tendencia que es percibida como "diferente". Gracias a esto el elemento "excepcional" que pertenece a la contracultura se va transformando en un elemento "principal" y lentamente se incorpora a la cultura tradicional como un nuevo producto capitalista, perdiendo rápidamente toda su esencia contracultural. 
Debido a este fenómeno causado por el consumismo, no es de extrañar entonces, que la imagen de "rebeldía" o  de "falta de conformidad" ha sido durante mucho tiempo una mera táctica publicitaria para promover la venta de muchos productos puramente comerciales, especialmente de los que empiezan a proclamarse como "alternativos". Lejos de ser "subversivo", el consumismo capitalista fomenta la compra de dichos productos contraculturales (como las líneas de ropa o de zapatillas deportivas) y esto no hace más que convertir a tales productos en «incorporados al sistema» en un momento u otro. Esta tendencia es muy fácil de observar en la música, por ejemplo, donde un movimiento contracultural en Estados Unidos que dio origen al  rap o al hip hop en la década de 1980 se ha transformado en pocos años en un producto de consumo masivo, del todo integrado al mainstream, e incorporado plenamente al sistema capitalista.

## Problemas deacción colectiva
Fundamentalmente, explican Heath y Potter, la mayoría de los problemas de la sociedad (y sus reglas) tienen su origen en problemas de acción colectiva, no en los rasgos inherentes a las culturas ya que la mayoría de los cultural jammers, tienen un punto de vista errado que les lleva a tratar de "perturbar el orden social existente" con muy pocos resultados prácticos en cuanto a justicia social. 
También permite a las personas reclamar (falsamente) que existe un "elemento político" en sus simples preferencias de moda o estilo de vida cuando éstos carecen de verdadera importancia política, o acepten glorificar la simple delincuencia común como si esta fuese una forma de disidencia más trascendente, mientras evitan analizar las consecuencias del problema delictivo, y eludiendo discutir sus reales causas sociales o económicas.
El libro argumenta que hay algunas soluciones a estos problemas de acción colectiva. Rebelarse vende recomienda una simple solución legislativa mediante un "compromiso sustancial" sobre problemas como el consumismo, por ejemplo, a través de la eliminación de las deducciones fiscales para la publicidad. La noción de que de las soluciones de arriba hacia abajo mediante movimientos sociales y políticos (contra la discriminación, o en defensa del medio ambiente) son mucho más eficaces que el "piensa globalmente actúa localmente" de la contracultura en la década de 1960 es un tema recurrente en el libro. 
Los autores también señalan, sin embargo, que hay una fuerte tendencia de la contracultura a rechazar "soluciones institucionales" que reclaman tiempo, dedicación, y esfuerzo en convencer a un electorado, o prefiere no comprometerse en apoyar cambios políticos de gran alcance, siendo este es un error que limita a "los rebeldes" en sus perspectivas de lograr verdadera eficacia social.

## Crítica
En su reseña del libro, Derrick O'Keefe reclama que el libro no aboga por "un planteamiento más coherente y eficaz de la izquierda política," sino por una "estridente defensa de los mercados y el capitalismo."  Acusa a los autores de utilizar argumentos basados en la mala interpretación, y tergiversar algunas de las personas que critican (en particular, los acusa de simplificar al extremo el libro No Logo de Naomi Klein y tergiversar el concepto de hegemonía cultural de Antonio Gramsci).
O'Keefe también acusa al libro de ser racista, ya que afirma que la participación de la población negra de Detroit en los disturbios de la Calle 12, fue la causa de los problemas subsecuentes del barrio, omitiendo las numerosas condiciones profundas que originaron los disturbios. También acusa al libro de "agrupar al preso político Mumia Abu-Jamal con los gustos de Lorena Bobbitt y los pistoleros de Columbine". O'Keefe sostiene que la defensa hecha por los autores del rapero blanco Eminem (al tiempo que critican el hip-hop negro contemporáneo), muestra su ignorancia del tema y hace caso omiso de la conciencia política que tienen algunos artistas de hip-hop negros.
Una reseña del libro en The Guardian asegura que "el argumento que hace es importante y original", pero dice que "en algunos lugares también es injusto, a la luz de pruebas y repetitiva de polémica." Se afirma también que el libro "se basa demasiado en la mala interpretación de argumentos", y considera que, si bien los autores son pro-bienestar y la lucha contra el negocio sin trabas, su "aversión de la fijación capitalista con la cultura juvenil ... se compara a un gran disgusto hacia la cultura juvenil propia" y que "puede sonar tan nostálgico como cualquier columnista de un periódico conservador del mundo antes de los años 60". Además, el estudio afirma que los autores se centran demasiado en América del Norte, haciendo caso omiso de las "más paternalista y menos obsesionada moda" del capitalismo y la disidencia no mercantilizada en otras partes del mundo.
Una reseña del libro en The AV Club afirma que su "prosa ... traiciona un profundo conservadurismo social", y que los autores "de manera frustrante tratan los conceptos de reforma gradual y de revolución total en la conciencia humana como una proposición de esto o lo otro".  También afirma que las buenas ideas del libro fueron "prestadas en su mayoría de Thomas Frank y de David Brooks, autor de Bobos en el paraíso", pero el libro no tiene la misma calidad debido al "indeseable combo de razonamiento defectuoso y argumentos débiles".

### Respuesta de los autores
Heath y Potter han respondido a las críticas en entrevistas, conferencias y un epílogo añadido a las ediciones posteriores del libro. Proporcionaron sus biografías personales y políticas para establecer sus credenciales de izquierda. Asimismo reconocieron errores en la explicación de algunos de sus argumentos. Sin embargo, también criticaron a sus críticos por confundir su ataque a los ideales de la contracultura con un ataque al arte o a la izquierda en general.